# أمستردام الجديدة (مسلسل 2018)
أمستردام الجديدة (بالإنجليزية: New Amsterdam)‏ هو مسلسل تلفزيوني درامي طبي أمريكي تم بثه على قناة هيئة الإذاعة الوطنية في 25 سبتمبر 2018.

## روابط خارجية
- أمستردام الجديدة على موقع IMDb (الإنجليزية)
- أمستردام الجديدة على موقع ميتاكريتيك (الإنجليزية)
- أمستردام الجديدة على موقع روتن توميتوز (الإنجليزية)
- أمستردام الجديدة على موقع نتفليكس (الإنجليزية)
- أمستردام الجديدة على موقع أول موفي (الإنجليزية)
- أمستردام الجديدة على موقع فيلمافينيتي (الإسبانية)
- أمستردام الجديدة على موقع كينوبويسك (الروسية)
- أمستردام الجديدة على موقع ألو سيني (الفرنسية)
- أمستردام الجديدة على موقع قاعدة بيانات الفيلم (الإنجليزية)